# Протестантизм в Люксембурге
Протестантизм в Люксембурге является второй по численности конфессией после католицизма. Крупнейшие организации: Протестантская церковь Люксембурга, Протестантская реформаторская церковь Люксембурга, Евангелическая церковь Германии, Церковь Англии и Протестантская церковь Нидерландов. Протестантизм исповедует от 1 до 3 % населения Люксембурга.

## История
В результате ожесточенного сопротивления иезуитов во времена Контрреформации протестантизм был вне закона в Люксембурге до 1768 года. К 1815 году в Люксембурге была небольшая доля лютеран, кальвинистов, и вальденсов. Венский конгресс изменил обстановку: Люксембург перешёл к протестантскому дому Оранж-Нассау, но и был оккупирован войсками протестантской Пруссии. Первая протестантская церковь была построена в Люксембурге, в стиле барокко — Троицкая церковь, специально для прусских военнослужащих. Когда прусская армия покинула Люксембург, Троицкая церковь перешла к гражданскому населению.
В XIX веке произошло незначительное увеличение числа протестантов. К концу столетия десятки тысяч немецких иммигрантов, многие из которых были лютеране и кальвинисты, переехали в Люксембург для работы в сталелитейной отрасли. Великий герцог Адольф стремился признать заслуги протестантов. Он приказал строить новые протестантские церкви. Была создана Протестантская церковь Люксембурга (ПКЛ), которая объединила лютеран и кальвинистов вместе. Новая церковь была полностью признана государством, протестантизм приравнен по статусу с католицизмом.
Тем не менее, в целом, протестанты не вошли в новую церковь. Герцогский указ, который образовал ПКЛ, обозначал ПКЛ как синтез лютеранства и кальвинизма. Немецкие иммигранты не желали менять свои религиозные убеждения. Признав невозможность объединения церквей, в 1982 году государство создало Протестантскую реформаторскую церковь Люксембурга (ПРКЛ) — кальвинистская церковь, резиденция в Эш-сюр-Альзетт.

## Современное положение
На протяжении всего XX века рост иммиграции в Люксембург вызвал рост числа зарубежных протестантских церквей. В число новых церквей включают лютеранскую церковь из Нидерландов, Дании и Швеции, англиканскую и пресвитерианскую церкви из Великобритании, а также евангельские церкви из США. В 2003 году церковь Англии безуспешно пыталась приравняться в статусе с ПКЛ и ПРКЛ.
На сегодняшний момент в стране также представлены меннониты и пятидесятники (две общины Церкви Бога и одна — Церкви четырёхстороннего Евангелия). К протестантам в Люксембурге иногда относят представителей парахристианства — мормонов и свидетелей Иеговы.